# Bava Metzia
Bava Metzia (aramaico: בבא מציעא, "La Porta Media") è il secondo dei primi tre trattati della Mishnah e del Talmud, nell'Ordine di Nezikin ("Danni"), con gli altri due il Bava Kamma ed il Bava Batra. In origine tutti e tre insieme formavano un trattato singolo intitolato Nezikin (torti o lesioni), e ogni Bava stava a significare "parte" o "suddivisione".  Bava Metzia discute delle materie civili come il diritto di proprietà e l'usura. Esamina anche l'obbligo di sorvegliare oggetti smarriti che sono stati rinvenuti o proprietà esplicitamente affidata ad altri (Shomer).
Bava Metzia contiene 119 pagine suddivise in dieci capitoli.

## Fuduciario onorifico ("Shomer Ḥinnam" capp. I-V)
Un fiduciario onorifico è colui che trova oggetti smarriti. Egli deve conservarli senza riceverne compenso (shomer ḥinnam) fino a che non può restituirli al legittimo proprietario (Deuteronomio  22:1-3). Le norme per quanto riguarda il ritrovamento, cosa fare con le cose trovate, come stare in guardia contro falsi pretendenti, come prendersi cura del bene trovato, a quali condizioni il rinvenitore di un oggetto smarrito è tenuto a prendersene cura e a quali condizioni non si è così obbligati - tutto ciò è spiegato nei primi due capitoli. Un fiduciario che non riceve pagamento è responsabile della perdita della proprietà affidata solo se è stata causata da negligenza ("peshi'ah") del fiduciario stesso. Il modo di procedere in questi casi ed i regolamenti relativi ad eventuali multe sono trattati nel cap. II:1; tutte le altre leggi riguardanti responsabilità e diritti del Shomer ḥinnam sono contenute nel cap. III:4-12.

## Vendita e affidamento (cap. IV)
Contiene varie leggi in materia di vendita e scambio. Il semplice versamento di denaro non costituisce la vendita e l'acquirente può legalmente annullare la vendita e rivendicare la restituzione del denaro, a meno che non abbia "asportato" la cosa acquistata lontano dal suo posto originario: questa "asportazione" ("meshikah") rende la vendita conclusa. Fino a quando tale atto è eseguito, il venditore è in qualche modo uno shomer ḥinnam (fiduciario) del denaro pagatogli. Similmente l'acquirente può diventare uno shomer ḥinnam della cosa acquistata se, scoprendo di esser stato ingannato, vuole annullare la vendita, restituire la cosa acquistata e richiedere indietro i soldi. Quanto costituisce frodare ("onaah") viene definito nel corso di questo capitolo.
Il Capitolo V concerne le leggi dell'interesse, che non hanno nulla in comune con le leggi dello shomer ḥinnam oltre al fatto che riscuotere interesse e frodare ("onaah" del cap. IV) sono entrambi aggiunte illegali di quanto realmente dovuto. Le leggi che proibiscono la riscossione di interesse sono molto severe e si estendono a tutte le operazioni commerciali che possano in un qualche modo somigliare alla riscossione di interesse. I due termini per "riscuotere interesse" - "neshekh" (interesse) e "tarbit" (incremento/maggiorazione) - usati nel passo biblico 25:36 sono spiegati ed illustrati con esempi (cap. V:1-10). Secondo la Mishnah "il mutuante che prende interesse, il mutuatario che lo paga, i testimoni, le guardie e l'impiegato che scrive il documento sono tutti colpevoli di aver infranto la legge relativa agli interessi" (cap. V:11).

## Fiduciario remunerato ("Shomer Sakhar", capp. VI-VII)
Un fiduciario remunerato è tenuto a risarcire tutte le perdite ad eccezione di quelle causate da un incidente ("quelle"). Deve giurare che un simile incidente gli è accaduto ed è quindi libero dal pagamento (cap. VII:8-10). L'esempio dello shomer Sakhar riportato nella Mishnah è quello di un artigiano che si impegna a produrre un certo lavoro da un certo materiale. Se il materiale è rovinato, o il lavoro prodotto non è secondo l'accordo, deve pagare. Poiché il noleggiatore ("sokher") ha la stessa responsabilità dello Shomer Sakhar, alcune leggi in materia di sokher sono incluse nel Capitolo VI. Dal fiduciario remunerato la Mishnah passa poi all'operaio ("po'el") in generale (cap. VII) e regola l'orario di lavoro, il cibo e anche i diritti del lavoratore a consumare i prodotti del campo o della vigna mentre vi lavora (Deuteronomio 23:25-26).

## Prestatario ("Shoel", cap. VIII:1-3)
Un prestatario o noleggiatore è responsabile di risarcire qualsiasi tipo di perdita, inclusa la perdita causata da incidente, eccetto "se il prestatore è con lui" (Esodo 22:14-15) - cioè, secondo l'interpretazione tradizionale, se il proprietario è al lavoro ("è presente") insieme al prestatario, a pagamento o senza.

## Noleggiatore ("Sokher", cap. VIII:6)
Le leggi del sokher in merito a proprietà mobile sono state esposte nel Capitolo VI. Le sezioni 6-9 del Cap. VIII e 1-10 del Cap. IX esaminano il trattamento del soker circa la proprietà immobile; le relazioni tra il locatario di una casa ed il relativo locatore; tra il coltivatore di un campo ed il rispettivo proprietario. Tra le leggi che regolano queste relazioni ci sono le seguenti: se il locatario affitta una casa per un anno e quell'anno è bisestile il locatario occupa la casa per tredici mesi allo stesso prezzo. Un locatario non può esser mandato via d'inverno tra la Festa dei Tabernacoli (Sukkot) e Pesach a meno che non sia stato dato il preavviso un mese prima dell'inizio dell'inverno. In grandi città e per i negozi si richiede un anno di preavviso.
Le sezioni 11 e 12 del Capitolo IX riprendono l'argomento del noleggio e regolano i veri termini per pagare i salari dovuti (basandosi su Levitico 19:13 e Deuteronomio 24:14-15). L'ultima sezione del Cap. IX definisce i diritti dei creditori secondo Deuteronomio 24:6,10-13.
Il Capitolo X conclude il trattato e regolamenta le relazioni tra comproprietari e vicini, sia nelle abitazioni che nei campi. L'ultimo caso trattato è particolarmente interessante in quanto dimostra un elevato sviluppo della giurisdizione agricola nei tempi mishnaici.

## Tosefta e Gemara
La Tosefta della Bava Metzia è suddivisa in undici capitoli, che corrispondono ai dieci della Mishnah in questo modo: Capp. I-II corrispondono a Capp. I-II della Mishnah; Cap. III a Capp. III-IV della Mishnah; Capp. IV-VI a Cap. V della Mishnah; Cap. VII — che inizia "Colui che assume operai" ("po'alin") invece di "Colui che assume artigiani" ("umanin") alla Mishnah Cap. VI:1; Cap. VIII corrisponde a Capp. VI-VIII della Mishnah; Capp.IX-X a Cap. XI; Cap. XI a Cap. X della Mishnah.
La Gemara, spiegando le leggi della Mishnah, discute di una varietà di problemi affini, in particolare la Gemara babilonese; il Yerushalmi è molto esiguo in questo senso. Rabbi Zeira, un Amora che stava andando da Babilonia a Gerusalemme, si dice che abbia digiunato cento volte entro un determinato periodo di tempo, pregando di dimenticasi della Gemara babilonese e cogliere invece pienamente gli insegnamenti di Rabbi Yohanan, il maestro di Gerusalemme (BM 85a). Secondo Rashi i rabbini di Gerusalemme non erano di disposizione polemica e risolvevano le difficoltà senza tante discussioni.